# Trillium discolor
Trillium discolor là một loài thực vật có hoa trong họ Melanthiaceae. Loài này được Hook. miêu tả khoa học đầu tiên năm 1831.